# Herman van Suchtelen
Hermanus van Suchtelen (Deventer, 1 januari 1677 - Batavia, 5 december 1742) was gouverneur in Nederlands-Malakka van 1717-1727.

## Biografie
Hermanus was de zoon van Arend van Suchtelen en Bartha van Marckel. Hij werd in 1697 door de VOC kamer te Amsterdam uitgezonden als onderkoopman. In 1701 werd hij aangesteld als tweede man in Paleacatte en een jaar later benoemd tot opperhoofd te Sadraspatam. In 1706 was hij tweede man in Masulipatnam, opperhoofd in Pulicat (op de kust van Coromandel). Hij trouwde met Johanna, de dochter van gouverneur Dirck Co(o)mans (1648-1708), afkomstig uit Hoorn.
In 1709 was hij opperkoopman en tweede man in Nederlands-Malakka, in 1711 werd hij met stilstand van gage naar Batavia opgeroepen, in 1714 was hij tweede opperkoopman van het kasteel in Batavia, in 1715 eerste of opperkoopman.
In 1717 werd hij benoemd tot gouverneur van Malakka. Zijn tweede vrouw stierf in 1725. Hij hertrouwde met Catharina Haak, de weduwe van zijn neef Hendrik Jacobus van Suchtelen. In 1727 werd hij op verzoek als ontslagen en was tot 1729 buiten gage wegens zijn weigering als gouverneur naar de Banda-eilanden toe te gaan. Van Suchtelen kon door ziekte de perken op Pulau Ai niet zelf inspecteren;
In september 1729 werd hij toegelaten in de Raad van Indië, en is in juli 1734 tot raad extraordinair aangesteld. Vanaf november 1738 was hij raad-ordinair, vanaf november 1741 directeur-generaal.

## Bron
- Wijnandts van Resandt, W. (1944). De gezaghebbers der Oost-Indische Compagnie op hare buiten-comptoiren in Azië, p. 214-215.